# Косулическое сельское поселение
Косулическое се́льское поселе́ние — муниципальное образование в Шаблыкинском районе Орловской области Российской Федерации.
Административный центр — деревня Косуличи.

## История
Статус и границы сельского поселения установлены Законом Орловской области от 12 августа 2004 года № 419-ОЗ «О статусе, границах и административных центрах муниципальных образований на территории Шаблыкинского района Орловской области».

## Население
| 2010 | 2012 | 2013 | 2014 | 2015 | 2016 | 2017 |
| ---- | ---- | ---- | ---- | ---- | ---- | ---- |
| 535  | ↘519 | ↘503 | ↘486 | ↘472 | ↘470 | →470 |
| 2018 | 2019 | 2020 | 2021 | 2023 |      |      |
| ↗473 | ↘470 | ↗473 | ↘351 | ↘328 |      |      |

## Состав сельского поселения
| № | Населённый пункт | Тип населённого пункта          | Население |
| - | ---------------- | ------------------------------- | --------- |
| 1 | Высокое          | село                            | ↘114      |
| 2 | Косуличи         | деревня, административный центр | ↘192      |
| 3 | Новосёлки        | деревня                         | ↘136      |
| 4 | Петрушково       | село                            | ↘61       |
| 5 | Хитрова Слободка | деревня                         | 21        |
| 6 | Яблочково        | деревня                         | 11        |

## Известные уроженцы
- Живалёв, Пётр Кириллович  (1902—19??) — советский военачальник, полковник. Родился в селе Высокое